# Comunidade da Graça
A Comunidade da Graça (também conhecida como Comuna ou CG) é uma igreja cristã evangélica, carismática e com uma estrutura de células, fundada no dia 25 de fevereiro de 1979 pelo pastor Carlos Alberto de Quadros Bezerra. Surgiu em um momento significativo na história do movimento pentecostal, cerca de 60 anos após seu início nos Estados Unidos, estando vinculada à terceira onda do movimento pentecostal. Essa abordagem se destaca pelo foco em um cristianismo experiencial, com ênfase no poder do Espírito Santo.
A sede da Comunidade da Graça está localizada na zona leste de São Paulo, no bairro de Vila Carrão. A igreja conta com aproximadamente 35.000 membros e abrange mais de 46 igrejas espalhadas por diversas regiões do Brasil e até no exterior, com congregações em países como Japão, Minas Gerais, Rio de Janeiro, Paraná, Pernambuco, Alagoas, Paraíba e outros. Na cidade de São Paulo, suas congregações estão distribuídas em diversas zonas: Norte (Imirim e Tremembé), Leste (Ermelino Matarazzo, Itaim Paulista, Itaquera, São Mateus, José Bonifácio e Cidade Tiradentes), Oeste (Lapa) e Sul. A presença da CG na Grande São Paulo é notável, com filiais em cidades como Guarulhos, São Bernardo do Campo, Santo André, Diadema, Mauá, Mogi das Cruzes e Suzano.
A CG foi inicialmente fundada a partir de encontros chamados "Encontros de Paz", realizados pelo pastor Carlos Alberto no Teatro Brigadeiro, em São Paulo. Esses encontros se tornaram um marco no início do movimento da igreja e ajudaram a estabelecer os princípios que continuam a ser praticados hoje.

## Valores Centrais

#### Família
A CG valoriza profundamente o conceito de família, não apenas como um tema de ensino, mas como um modelo de comunidade. A igreja acredita que a verdadeira essência da família cristã está nas relações de aliança e fidelidade, onde os membros se cuidam mutuamente, com os mais experientes orientando os mais jovens. Para a CG, a igreja é a "família de Deus na terra", onde o amor e o cuidado com o próximo são os pilares das relações diárias.
“Em amor nos predestinou para sermos adotados como filhos, por meio de Jesus Cristo, conforme o bom propósito da sua vontade, para o louvor da sua gloriosa graça, a qual nos deu gratuitamente no Amado.” — Efésios 1.5-6

#### Amor
O amor é um valor central para a CG, refletindo o ensinamento bíblico de amar sem distinções. A igreja preza pela aceitação incondicional, oferecendo um ambiente onde todos, independentemente de cor, raça, sexo ou condições sociais, podem sentir-se acolhidos. O amor de Cristo é o motor que move os membros da igreja, sendo praticado em cada gesto, palavra e ação. A música, a oração e a pregação da Palavra de Deus são expressões desse amor no dia a dia.
“O meu mandamento é este: que vos ameis uns aos outros, assim como eu vos amei.” — João 15.12

#### Próximo
A Comunidade da Graça tem uma forte ênfase no cuidado com o próximo. Isso se reflete em sua ação social, através de projetos e programas voltados para atender as necessidades das pessoas. A missão integral do evangelho, que busca ajudar os necessitados e levar a mensagem de salvação, é um pilar dessa visão. Para a CG, alcançar o próximo é mais do que pregar o evangelho; é viver o evangelho em ações concretas de serviço e solidariedade.  O trabalho da Fundação Comunidade da Graça reflete essa visão, com diversas iniciativas de transformação de vidas, com apoio a famílias e comunidades em situação de vulnerabilidade.

#### Discípulos
O objetivo da CG é fazer discípulos de Jesus, guiando cada membro em sua jornada espiritual. A igreja acredita na multiplicação de discípulos e tem uma forte estratégia de ensino e treinamento para todos os níveis, desde as crianças até os adultos. Os GCEMs (Grupos de Comunhão, Edificação e Multiplicação) são pequenos grupos que se reúnem semanalmente para orar, estudar a Bíblia e compartilhar a vida em comunidade. Esses grupos são uma maneira prática de viver e crescer em fé.
“Ide, portanto, fazei discípulos de todas as nações, batizando-os em nome do Pai, e do Filho, e do Espírito Santo; ensinando-os a guardar todas as coisas que vos tenho ordenado. E eis que estou convosco todos os dias até a consumação do século.” — Mateus 28.19-2

## Valores Principais
A CG tem cinco valores principais que guiam sua missão e sua prática diária:
1. Relacionamento com Deus – A prioridade é o culto a Deus, vivendo uma vida de santidade e intimidade com Ele.
2. Relacionamento familiar – Fortalecer os laços familiares, respeitando os princípios cristãos de convivência.
3. Relacionamento com os irmãos – O cuidado com os outros membros da igreja, cultivando a união e a fraternidade.
4. Compaixão e serviço ao próximo – A prática de ajudar quem está ao nosso redor, com ações sociais e evangelísticas.
5. Ensino e treinamento – A busca contínua por mais conhecimento e crescimento na fé, com programas de ensino para todas as idades.

A Comunidade da Graça também se destaca pela sua ênfase em múltiplos níveis de discipulado, buscando alcançar todos em sua jornada espiritual, independentemente de sua fase na vida.

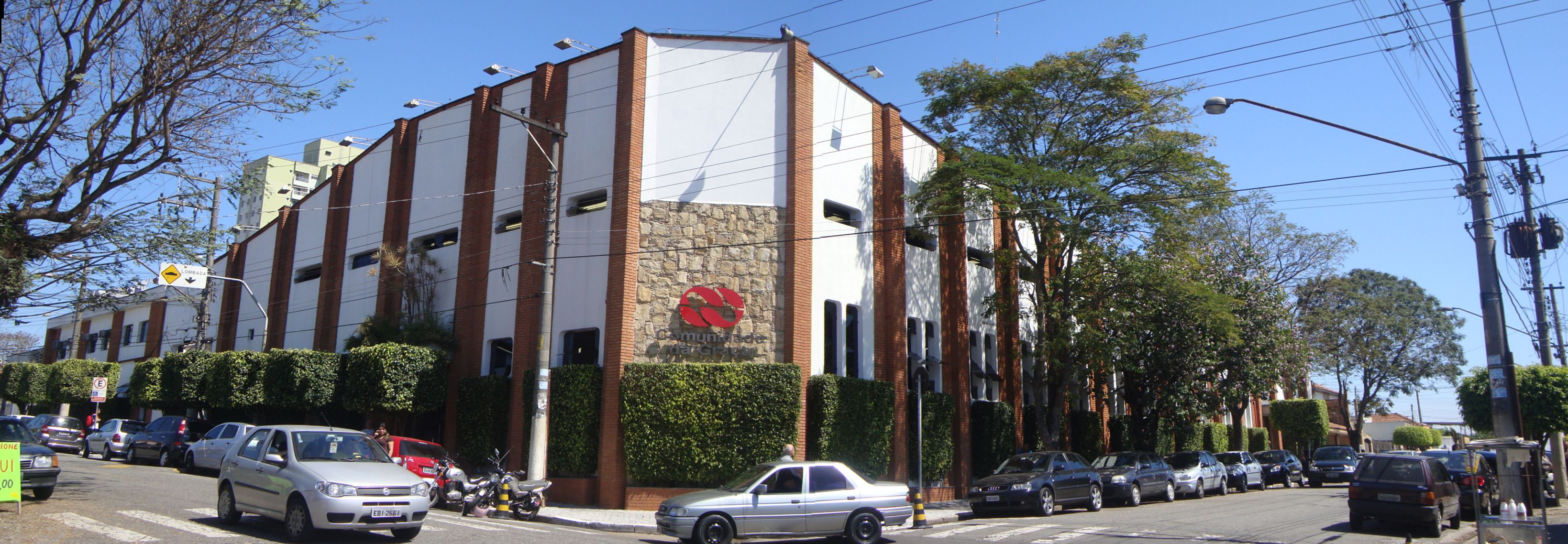
Panorama da sede internacional em Vila Carrão.